# Hamilton (Alabama)
Hamilton – miasto w Stanach Zjednoczonych, w stanie Alabama, w hrabstwie Marion. W roku 2023 miasto zamieszkiwały 6952 osoby, a gęstość zaludnienia wynosiła 74,4 osoby/km².